# Винге, Эйвинн
Э́йвинн Ви́нге (дат. Øjvind Winge; 1886—1964) — датский микробиолог, миколог, генетик, цитолог, «отец генетики дрожжей».
Член Датской королевской академии наук (1927), иностранный член Лондонского королевского общества (1947), Национальной академии наук США (1949).

## Биография
Родился 19 мая 1886 года в Орхусе. Учился в Копенгагенском университете, окончил его в 1910 году со степенью магистра. Впоследствии некоторое время занимался изучением кариологии в Стокгольме, Париже, Чикаго. Вернувшись в Копенгаген, работал в Карлсбергской лаборатории, возглавляемой Эрнстом Йоханнесом Шмидтом, где изучал размножение хмеля, генетику рыб, способы улучшения аквариумов, течения в океане.
В 1917 году опубликовал докторскую диссертацию, в которой выдвигал теорию образования видов при эволюции полиплоидов. Также публиковал статьи о наследовании цвета глаз у людей и окраски лошадей. С 1921 года Винге был профессором генетики в Ветеринарном и Сельскохозяйственном колледже в Копенгагене. Опубликовал ряд статей по наследованию окраски и пола у гуппи.
С 1933 года Винге являлся директором Отделения физиологии Карлсбергской лаборатории. В 1935 году он напечатал первую статью по дрожжам, в которой сообщал о возможности возобновления культур Э. Хансена и А. Клёккера, хранившихся в растворе сахарозы в течение полувека.
Винге показал, что в жизненном цикле дрожжей чередуются диплоидная и гаплоидная фазы, а также что многие признаки дрожжей передаются, следуя законам Менделя, в то время как другие, кодируемые несколькими генами, передаются по более сложным закономерностям.
Скончался 5 апреля 1964 года.

## Некоторые научные работы
- Winge Ø. Cytological studies in the Plasmodiophoraceae. — 1913. — 39 p.
- Winge Ø. Stidier over planterigets chromosomtal. — København, 1917. — 144 p.
- Winge Ø. The Sargasso Sea. — Copenhagen, 1923. — 34 p.

## Роды и виды грибов, названные в честь Э. Винге
- Wingea Van der Walt, 1967 — Debaryomyces Klöcker, 1909
- Hansenula wingei Wick., 1956 — Wickerhamomyces canadensis (Wick.) Kurtzman, Robnett & Basehoar-Powers, 2008